# Chuitinamit
Chuitinamit är en fornlämning i Guatemala.   Den ligger i departementet Departamento del Quiché, i den centrala delen av landet, 100 km nordväst om huvudstaden Guatemala City. Chuitinamit ligger 1 472 meter över havet.
Terrängen runt Chuitinamit är kuperad söderut, men norrut är den bergig. Runt Chuitinamit är det ganska tätbefolkat, med 72 invånare per kvadratkilometer. Närmaste större samhälle är Sacapulas, 2,0 km sydost om Chuitinamit. I omgivningarna runt Chuitinamit växer huvudsakligen savannskog.